# Andrei Grigorjewitsch Schkuro

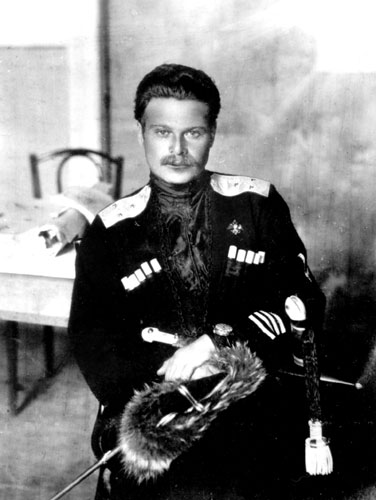
Andrei Grigorjewitsch Schkuro (vor 1920)

Andrei Grigorjewitsch Schkuro (Schkura) (russisch Андрей Григорьевич Шкуро, wiss. Transliteration Andrej Grigor'evič Škuro; * 7. Januarjul. / 19. Januar 1887greg. in Jekatarinodar; † 17. Januar 1947 in Moskau) war ein General der russischen Armee, der im Russischen Bürgerkrieg auf Seiten der Weißen stand und im Zweiten Weltkrieg einen für die Achsenmächte kämpfenden Kosakenverband führte.

## Leben
Der Spross einer südrussischen Kosakenfamilie begann seine militärische Laufbahn im Jahre 1907 mit dem erfolgreichen Abschluss seiner Ausbildung an der Nikolaijew Kavallerieschule. Danach diente er zunächst bei den Kuban-Kosaken. Im Ersten Weltkrieg war er Kommandeur einer speziellen Guerillaeinheit. In dieser Funktion wurde ihm der Rang eines Obersts sowie der kosakische Dienstrang eines Jessaul zuerkannt.
Im Gefolge der Oktoberrevolution stellte er Frühjahr 1918 in der Gegend von Batapaltschinsk einen Kosakenverband auf, mit dem er auf Seiten der Weißen gegen die Bolschewiki zu Felde zog. Im Mai und im Juni 1919 überfielen und plünderten seine Verbände die Städte Stawropol, Jessentuki und Kislowodsk. Daraufhin wurde er zum Befehlshaber der Kuban-Kosaken-Brigade in der Armee des Generals Denikin ernannt. Im Mai 1919 übernahm Schkuro schließlich als Generalleutnant den Oberbefehl über das gesamte Kavalleriekorps der Denikin-Armee.
Die von Schkuro geführten Truppen wurden von sowjetischen Historikern als Haufen besonders grausamer und verwahrloster Banditen geschildert, mit deren Treiben auch maßgebliche Kommandeure der Weißen nicht zufrieden waren. Dem stehen die Aussagen in Schkuros Memoiren gegenüber, in denen er an diversen Stellen beschreibt, wie er das Leben gefangener Gegner verschonte und sich antijüdischen Pogromen entgegenstellte. Welche dieser Beschreibungen richtig ist, dürfte heute nur noch schwer zu klären sein.
Als eigensinniger Kosakenführer geriet Schkuro schließlich in einen Konflikt mit dem ihm vorgesetzten General Wrangel, der seinen Untergebenen strikten Gehorsam abverlangte. Im Zuge einer von Wrangel durchgeführten Neuorganisation der Weißen Armee wurde Schkuro dann bei der Postenverteilung übergangen, sodass er sich aus dem aktiven Dienst zurückzog und ins Exil nach Paris ging.
Im Ausland beteiligte sich Schkuro weiterhin maßgeblich an gegen die Sowjetunion gerichteten Aktivitäten. Daneben widmete er sich dem schönen Leben. So ist er von vielen Exilrussen als begeisterter Teilnehmer an feucht-fröhlichen Gesellschaftsabenden beschrieben worden.
1941 gab Schkuro den Bitten Nazideutschlands nach, sich an der Aufstellung antisowjetischer Kosakenregimenter zu beteiligen. Diese aus emigrierten „weißen“ Russen und sowjetischen Kriegsgefangenen rekrutierten Truppen sollten sich auf deutscher Seite am Zweiten Weltkrieg beteiligen. Den Überfall auf die Sowjetunion begriff Schkuro als Chance, Russland von den Kommunisten zu befreien.
1944 übernahm Schkuro dann das Kommando über eine „Kosaken-Reserve“ genannte Einheit, die vornehmlich in Jugoslawien stationiert und dort gegen Titopartisanen eingesetzt wurde.
Bei Kriegsende wurde er Anfang 1945 in Österreich von britischen Truppen gefangen genommen. Diese übergaben ihn und seine Männer unter Bruch vorheriger Zusicherungen im Rahmen der Operation Keelhaul an sowjetische Einheiten. In der Sowjetunion wurde er zum Tode verurteilt und am 17. Januar 1947 zusammen mit dem gleichfalls auf deutscher Seite am Zweiten Weltkrieg beteiligten russischen General Krasnow hingerichtet.
Im Jahr 1997 stellte der öffentliche Verein "Für Glauben und Vaterland" in Russland einen Antrag auf Rehabilitierung der Generäle, die mit Nazi-Deutschland kollaboriert hatten und nach dem Zweiten Weltkrieg hingerichtet worden waren. Am 25. Dezember desselben Jahres verkündete der Militärstrafsenat des Obersten Gerichts der Russischen Föderation sein Urteil über Schkuro und andere Generäle wie Pjotr Krasnow, Semjon Krasnow, Sultan Girej-Klycz und Timofei Domanow, wonach diese schuldig seien und nicht rehabilitiert werden können.